# BAe P.1233-1 Saba
BAe P.1233-1 Saba (Small Agile Battlefield Aircraft/„mały zwrotny samolot pola walki”) –  projekt brytyjskiego samolotu przeciwśmigłowcowego, konstrukcji British Aerospace.

## Historia
Pracę w ramach projektu oznaczonego akronimem SABA (Saba), rozpoczęły się w drugiej połowie lat 80. XX wieku. W British Aerospace zaprojektowano serie małych, bardzo zwrotnych i tanich w eksploatacji samolotów, których głównym zadaniem miało być wspieranie działań lądowych, zadania szturmowe oraz walka z nieprzyjacielskimi śmigłowcami. Pierwszym ujawnionym projektem był samolot oznaczony jako P.1233-1, jego głównym zadaniem miała być niszczenie śmigłowców. Impulsem do rozpoczęcia prac było pojawienie się w Związku Radzieckim nowego śmigłowca szturmowego Mi-28 oraz zapowiedź powstania nowych maszyn transportowych Mi-30 i Mi-32.

## Konstrukcja
Samolot był dolnopłatem, swoim układem aerodynamicznym przypominał eksperymentalną konstrukcję amerykańską Grumman X-29. Posiadał skrzydło o ujemnym skosie oraz ster wysokości zabudowany na kadłubie przed jednoosobową kabiną pilota układ „kaczka”. Dzięki takim rozwiązaniom samolot charakteryzował się mniejszymi oporami, lepszą zwrotnością, niższą prędkością przeciągnięcia i doskonalszymi własnościami podczas lotu z niskimi prędkościami. Pojedynczy silnik turbowałowy, napędzał dwa śmigła pchające ustawione jedno za drugim na końcu kadłuba. Teoretyczne symulacje pozwalały ocenić szybkość wykonywania zakrętu o 180° na 5 sekund. Samolot posiada podwozie główne chowane w skrzydła oraz przednie w kadłubie. Pod statecznikiem pionowym znajduje się wlot powietrza do silnika. W dziobie samolotu planowano zamontować kamerę termowizyjną z laserowym dalmierzem i wskaźnikiem celów. Samolot może operować z nieutwardzonych pasów startowych o długości 300 metrów.

## Wersje
W ramach projektu SABA powstały następujące konstrukcje:
- P.1234-1 – wersja napędzana silnikiem Rolls-Royce Turbomeca Adour ze skrzydłami w układzie delta o powierzchni 35,95 m². Planowano umieścić pod kadłubem obrotową głowicę z umieszczonym w środku 25 mm działkiem lotniczym. Głowica miała mieć możliwość obracania się o 360°.
- P.1234-2 – wersja napędzana silnikiem turbowentylatorowym Avco Lycoming ALF502 o mocy 33,4 kN, o klasycznej konstrukcji płatowca ze skrzydłami o trapezowym obrysie o powierzchni 18,58 m² i wlotami powietrza umieszczonymi po obu stronach kadłuba. Samolot był średniopłatem o zdwojonych statecznikach pionowych i cyfrowym układzie sterowania Fly-by-wire.
- P.1234-3 – wersja napędzana silnikiem Rolls-Royce Turbomeca Adour i skrzydłach typu Delta o powierzchni 30,75 m². Uzbrojona w projektowane rakiety powietrze-powietrze Starstreak, które miały być umieszczone w komorach schowanych w kadłubie.
- P.1238 – samolot w układzie dwukadłubowym z silnikiem turbowałowym napędzającym pchające śmigła umieszczone jedno za drugim na końcu gondoli kadłubowej. Układ płatowca przypominał amerykański samolot szturmowo-przeciwpartyzancki Rockwell OV-10.